# Aprosictus bilineatus
Aprosictus bilineatus là một loài bọ cánh cứng trong họ Cerambycidae.